# 阿爾托納鎮區 (明尼蘇達州派普斯通縣)
阿爾托納鎮區（英語：Aetna Township）是位於美國明尼蘇達州派普斯通縣的一個行政鎮區。

## 歷史
阿爾托納鎮區於1880年設立，得名自賓夕法尼亞州的阿爾圖納。

## 地方資料
阿爾托納鎮區的面積為111.48平方千米，當中陸地面積為111.36平方千米，而水域面積為0.12平方千米。根據2020年美國人口普查的數據，當地共有人口126人，而人口密度為每平方千米1.13人。